# روز كابويا
روز كابويا (بالإنجليزية: Rose Kabuye)‏ (من مواليد روز كانيانج في 22 أبريل 1961 في موفومبا، رواندا) مقدم متقاعد في الجيش الرواندي وصاحبة أكبر رتبة عسكرية في تاريخ بلادها. تعمل كابويا حاليًا في القطاع الخاص كرئيس تنفيذي لشركة فيرجونا لوجيستك وستار تك المحدودة، لكن ترجع شهرتها لاشتراكها في تحرير رواندا في الفترة من عام 1990 إلى عام 1993. أصبحت فيما بعد عمدة مدينة كيغالي، عاصمة رواندا وأكبر المدن بها، وعضوة في البرلمان الرواندي.
نتيجة لمشاركتها في الكفاح من أجل التحرير، حصلت على الميدالية الوطنية للتحرير الرواندي والحملة ضد الإبادة الجماعية. كانت تشغل منصب رئيس البروتوكول لرئيس الرواندي بول كاغامه في نوفمبر 2008 عندما تم اعتقالها في فرانكفورت، ألمانيا ثم إطلاق صراحها في مارس 2009.

## قتالها من اجل الحرية مع الجبهة الوطنية الرواندية
عاشت كابويا وترعرت في أوغندا حيث بدأت تدريباتها العسكرية هناك عام 1986 بعد حصولها على شهادة في العلوم السياسية والإدارة الاجتماعية تخرجها من جامعة ماكيريري. انضمت إلى الجبهة الوطنية الرواندية (RPF)، في أوائل الثمانينيات. في رتبة رائد، شاركت في غزو شمال رواندا عام 1990 من أوغندا لكسب اللاجئين حق العودة إلى وطنهم. في عام 1993، أصبحت مديرة الرعاية الاجتماعية في الجبهة الوطنية الرواندية وتم تكليفها برعاية ضحايا الحرب من المرضى والمصابين. أصبحت قائدة للمقاتلات في الجبهة الوطنية الرواندية وعقدت اجتماعات منتظمة لإشراكهم كمجموعة وتقديم الدعم النفسي الحيوي. بدأت مهاراتها كمفاوض في الظهور خلال مشاركتها في محادثات السلام عام 1992 بين الجبهة الوطنية الرواندية والحكومة الرواندية السابقة.

## عمدة عاصمة رواندا: كيغالي
في عام 1994، مباشرة بعد الحرب، تم تعيين روز كابوي عمدة للعاصمة كيغالي. حيث كانت تشارك بشكل وثيق في الأنشطة الإنسانية وكذلك إعادة تأهيل البنية التحتية الحيوية بما في ذلك المياه والكهرباء. كرئيس للبلدية خلال عام 1998، ركزت على حل مشاكل الإسكان في مدينتها من خلال بناء ملاجئ مؤقتة للفقراء والناجين من الإبادة الجماعية في رواندا، كما يرجع لها الفضل في إعادة تنظيم وإعادة تأهيل أنشطة كيغالي التجارية خلال فترة ولايتها. أسست يانصيب كيغالي ووجهت عائدات لدفع تكاليف تعليم 100 يتيم من الإبادة الجماعية.

## عضو في البرلمان وبطلة النساء
في عام 1998، أصبحت روز كابوي عضوًا في البرلمان الرواندي. حيث شغلت منصب رئيس لجنة الدفاع والأمن. كعضو في المنتدى البرلماني للمرأة، شاركت في تعبئة النساء على المستوى الشعبي. وعملت على إلغاء مجموعة من القوانين التي تميز ضد المرأة. كانت داعية لتدريب القائدات والارتقاء بالنساء في المزيد من مجالات صنع القرار في الحكومة الرواندية. تمتلك رواندا الآن أعلى نسبة من النساء في البرلمان من أي دولة برلمانية في العالم. في حين شارك عضو البرلمان، روز كابوي في صياغة الدستور الرواندي الجديد ونشره على الجماهير للمساهمة والتبني.

## رئيس بروتوكول الدولة في عهد الرئيس كاغامه
في عام 2003، بدأت روز كابوي فترة 7 سنوات كرئيس لبروتوكول الدولة في عهد الرئيس الرواندي بول كاغامه. قدمت خلال تلك الفترة المشورة لكبار قادة الحكومة الرواندية بشأن مسائل البروتوكول الوطني والدولي كما رافقت الرئيس في جميع الرحلات الرسمية وخططت واستضافت العديد من الأحداث الاحتفالية لرؤساء الدول الزائرين وغيرهم من كبار الشخصيات الزائرة. لقد خططت ونسقت، من بين أحداث رئيسية أخرى، الشراكة الجديدة من أجل تنمية إفريقيا (2000) وكوميسا- السوق المشتركة لشرق وجنوب أفريقيا. كما نسقت زيارات الدولة لرواندا بما في ذلك الزيارات التي قام بها الرئيس الأمريكي جورج دبليو بوش والرئيس الفرنسي نيكولا ساركوزي. رافقت الرئيس كاغامه في زياراته للجمعية العامة للأمم المتحدة في نيويورك.

## الأعمال الخيرية
شغلت روز كابويا منصب رئيسة لجنة مدينة كيغالي لمكافحة الإيدز، حيث أطلقت برامج لتثقيف الروانديين حول فيروس نقص المناعة البشرية/ الإيدز وكيفية الوقاية من انتشاره. عملت في مجلس إدارة نداباغا، منظمة غير حكومية للنساء الجنديات المسرحات. كابزيا عضوة تنفيذية في منتدى النساء الأفريقيات في مجال التعليم وعضوه أساسية في منظمة نساء ينشرن السلام.

## جدل حول تحطم طائرة 1994
في عام 1994، سقطت طائرة كانت تقل رئيس رواندا (جوفينال هابياريمانا) ورئيس بوروندي (سيبريان نتارياميرا)، بالقرب من مطار كيغالي، مما أدى إلى مقتل الزعيمين. كان هذا الحدث بمثابة المحفز للإبادة الجماعية في رواندا. والتي أودت بحياة ما بين 800.000 ومليون شخص في حوالي 100 يوم.
في نوفمبر 2006، أصدر القاضي الفرنسي جان لويس بروجير مذكرة توقيف بحق تسعة أشخاص، من بينهم روز كابويا، بتهمة تورطهم في الهجوم. في 9 نوفمبر 2008، تم القبض عليها في ألمانيا أثناء سفرها للعمل. بعد الاعتقال، قام الرئيس الرواندي كاغامه بطرد السفير الألماني وأمر مبعوثه في برلين بالعودة إلى كيغالي «للتشاور». قام المتظاهرون باحتجاجات أمام السفارة الألمانية في كيغالي يحملون لافتات كتب عليها «عار عليك، ألمانيا! بعد سبعين عامًا من الهولوكوست، تلقي القبض على امرأة وضعت حداً للإبادة الجماعية».
تم رفع التهم الموجهة ضد روز كابويا في مارس 2009.

## وصلات خارجية
- حوار مع روز كابويا
- السيرة الذاتية لروز كابويا